# Offaly
Offaly (irl. Contae Uíbh Fhailí) – hrabstwo w prowincji Leinster w Irlandii, graniczącym z siedmioma innymi hrabstwami: Galway, Roscommon, Westmeath, Meath, Kildare, Laois i Tipperary. Zostało założone w roku 1556 przez Marię I w czasie jednej z kolonizacji Irlandii, pierwotnie zostało ono nazwane King’s County (hrabstwo króla, w odróżnieniu od Meath, nazywanego Royal County – królewskie hrabstwo), od hiszpańskiego króla Filipa II. Stolicą hrabstwa aż do XVIII wieku było Daingean.
Południowa część hrabstwa to góry Slieve Bloom, północno-zachodnia część to rozlewiska rzeki Shannon i pozostałości wielkich bagien: Bog of Allen i Boora Bog.
Głównym miastem i stolicą jest Tullamore, mniejsze osady to:
- Banagher, Birr
- Cadamstown, Clara, Clonmacnoise
- Daingean
- Edenderry
- Ferbane
- Kinnity, Kilcormac
- Shannonbridge, Shannon Harbour